# Aiphanes chiribogensis
Espèce
Statut de conservation UICN

 VU B2ab(iii) : Vulnérable
Aiphanes chiribogensis est une espèce de plantes de la famille des Arecaceae.

## Publication originale
- Nordic Journal of Botany 9(4): 386, f. 2. 1989[1990].